# Ви Кийланд
Ви Кийланд (на английски: Vi Keeland) е псевдоним на американска адвокатка и писателка на произведения в жанра драма и съвременен и еротичен любовен роман.

## Биография и творчество
Ви Кийланд е родена в Ню Йорк, САЩ.
Следва право. След дипломирането си работи като адвокат в Ню Йорк.
Започва да пише за собствено удоволствие през 2012 г., но след като ураганът „Санди“ нанася големи поражения на дома им, решава да публикува самостоятелно.
Първият ѝ роман „Първото нещо, което виждам“ (First Thing I See) е издаден през 2013 г. Романът става бестселър в списъка на „Ню Йорк Таймс“ и я прави известна. Романът ѝ „Шефът“ от 2016 г. става бестселър №1.
Писателката си сътрудничи с Пенелопе Уорд, с която се запознава в авторска група, в редица самостоятелни съвременни любовни романи. Един от най-известните им съвместни рамани е „Мръсни писма“ (Dirty Letters) от 2019 г.
Произведенията на писателката често са в списъците на бестселърите. Те са преведени на над 20 езика по света.
Ви Кийланд живее със семейството си в Лонг Айлънд.

## Произведения
Самостоятелни романи
- First Thing I See (2013)
- The Baller (2016)
- Bossman (2016)
Шефът, изд. „Калпазанов“ (2020), прев. Гергана Дечева
- Egomaniac (2017)
Егоцентрик, изд. „Калпазанов“ (2020), прев. Гергана Дечева
- Beautiful Mistake (2017)
Красива грешка, изд. „Калпазанов“ (2020), прев. Гергана Дечева
- Sex, Not Love (2018)
Секс, а не любов, изд.: „Калпазанов“ София (2022), прев. Мариана Христова
- The Naked Truth (2018)
- Hate Notes (2018) – с Пенелъпи Уорд
Обяснения в омраза, изд.: „Егмонт България“, София (2019), прев. Николина Тенекеджиева
- We Shouldn't (2018)
- All Grown Up (2019)
- Dirty Letters (2019) – с Пенелъпи Уорд
- Inappropriate (2019)
Неуместно, изд.: ИК „Ера“ София (2024), прев.
- My Favorite Souvenir (2020) – с Пенелъпи Уорд
- The Rivals (2020)
Съперниците, изд.: „Калпазанов“ София (2021), прев. Мариана Христова
- Happily Letter After (2020) – с Пенелъпи Уорд
- The Invitation (2021)
Поканата, изд.: „Калпазанов“ София (2023), прев.
- Not Pretending Anymore (2021) (with Penelope Ward)
- The Spark (2021)
- Well Played (2021) – с Пенелъпи Уорд
- The Summer Proposal (2022)
- The Boss Project (2022)
Проектът, изд.: ИК „Ера“ София (2023), прев. Мариана Христова
- The Game (2023)
Играта, изд.: ИК „Ера“ София (2023), прев. Красимира Абаджиева
- Something Unexpected (2023)
Неочаквано, изд.: ИК „Ера“ София (2023), прев.
- The Unraveling (2024)

### Поредица „Коул Новел“ (Cole Novel)
1. Belong To You (2013)
2. Made for You (2013)

### Поредица „ММА боец“ (MMA Fighter)
1. Worth the Fight (2013)
Струва си да се бориш, фен-превод (2017)
2. Worth the Chance (2014)
Струва си да рискуваш, фен-превод (2018)
3. Worth Forgiving (2014)

### Поредица „Самостоятелни романи сПенелъпи Уорд“ (Series of Standalone Novels)
- Cocky Bastard (2015)
- Stuck-Up Suit (2016)
- Playboy Pilot (2016)
- Mister Moneybags (2017)
- British Bedmate (2017) – издаден и като „Dear Bridget, I Want You“
- Park Avenue Player (2019)

### Поредица „Живот на сцената“ (Life on Stage)
1. Throb (2015)
2. Beat (2015)

### Поредица „Прилив“ (Rush) – с Пенелъпи Уорд
1. Rebel Heir (2018)
2. Rebel Heart (2018)

### Поредица „Законът за привличането на противоположностите“ (Law of Opposites Attract) – с Пенелъпи Уорд
1. The Rules of Dating (2022)
2. The Rules of Dating My Best Friend's Sister (2023)
3. The Rules of Dating My One-Night Stand (2023)
4. The Rules of Dating a Younger Man (2024)

### Поредица „Сърдито слънчице“ (Grumpy Sunshine)
1. What Happens at the Lake (2023)

### Новели
- Scrooged (2019) – с Пенелъпи Уорд
- The Christmas Pact (2020) – с Пенелъпи Уорд

### Екранизации
- 2018 Dry Spell
- 2020 Sexy Scrooge
- 2020 The Merry Mistake